# Lord Howe-szigeti pápaszemesmadár
A Lord Howe-szigeti pápaszemesmadár (Zosterops strenuus) a madarak osztályának verébalakúak (Passeriformes) rendjébe és a pápaszemesmadár-félék (Zosteropidae) családjába tartozó kihalt faj.
Kis mérete ellenére a szigetlakók között "nagy grinnell" néven vált ismertté. Így akarták elkülöníteni a hozzá hasonló, de mégis kisebb ezüstös pápaszemesmadártól (Zosterops lateralis tephropleurus). Ennek a fajnak még lehet találkozni a képviselőivel, de ezt is a kihalás fenyegeti.

## Előfordulása
Az Ausztráliától keletre fekvő Lord Howe-sziget egyik endemikus faja volt. A természetes élőhelye mérsékelt övi erdők és cserjések.

## Megjelenése
Testhossza nagyjából 7,6 cm hosszú. Tollazata nagyrészt zöld, mellkasa fehér, torka sárga színben pompázott. A torkáról lehetett megkülönböztetni a többi pápaszemesmadár-félétől.

## Szaporodása
Lazán összerakott, csésze alakú fészkeket épít. Ehhez pálmarostokat és száradt füvet használ. Ezt gyakran benőtt bokrokról szedték össze. A fészek lazasága miatt könnyen sebezhető volt a faj.

## Kihalása
Az 1918-ban az SS Makambo fedélzetén a szigetre érkező házi patkány ezt ki is használta, és 1923-ra már nem lehetett találkozni a fajjal.